# Carlos Rivas (Filmtechniker)
Carlos Rivas (geb. vor 1952) ist ein US-amerikanischer Filmtechniker bei MGM, der mit drei Sonder-Oscars im Bereich der „Technischen Verdienste“ ausgezeichnet wurde.
Auf der Oscarverleihung 1952 wurde Rivas mit dem Technical Achievement Award für die Entwicklung eines automatischen magnetischen Verbindens von Filmen ausgezeichnet. Im darauffolgenden Jahr wurde er in dieser Kategorie wiederum mit der Trophäe geehrt, diesmal für die Entwicklung einer Tonwiedergabeeinrichtung für Magnetfilm. 1955 erhielt Rivas den Technical Achievement Award zusammen mit G. M. Sprague für den Entwurf einer magnetischen Tonbearbeitungsmaschine.